# DJ Khaled/Diskografie
Diese Diskografie ist eine Übersicht über die musikalischen Werke des US-amerikanischen Musikproduzenten DJ Khaled. Den Schallplattenauszeichnungen zufolge hat er bisher mehr als 98,9 Millionen Tonträger verkauft, davon alleine in seiner Heimat über 79 Millionen. Seine erfolgreichste Veröffentlichung ist die Single I’m the One mit über 13,2 Millionen verkauften Einheiten.

## Alben

### Studioalben
| Jahr | Titel Musiklabel                                     | Höchstplatzierung, Gesamtwochen, AuszeichnungChartplatzierungen (Jahr, Titel, Musiklabel, Platzierungen, Wochen, Auszeichnungen, Anmerkungen) | Höchstplatzierung, Gesamtwochen, AuszeichnungChartplatzierungen (Jahr, Titel, Musiklabel, Platzierungen, Wochen, Auszeichnungen, Anmerkungen) | Höchstplatzierung, Gesamtwochen, AuszeichnungChartplatzierungen (Jahr, Titel, Musiklabel, Platzierungen, Wochen, Auszeichnungen, Anmerkungen) | Höchstplatzierung, Gesamtwochen, AuszeichnungChartplatzierungen (Jahr, Titel, Musiklabel, Platzierungen, Wochen, Auszeichnungen, Anmerkungen) | Höchstplatzierung, Gesamtwochen, AuszeichnungChartplatzierungen (Jahr, Titel, Musiklabel, Platzierungen, Wochen, Auszeichnungen, Anmerkungen) | Anmerkungen                              |
| Jahr | Titel Musiklabel                                     | DE | AT | CH | UK | US | Anmerkungen                              |
| ---- | ---------------------------------------------------- | --- | --- | --- | --- | --- | ---------------------------------------- |
| 2006 | Listennn: The Album Koch Records (Koch)              | — | — | — | — | US12 (7 Wo.)US | Erstveröffentlichung: 6. Juni 2006       |
| 2007 | We the Best Koch Records (Koch)                      | — | — | — | — | US8 (28 Wo.)US | Erstveröffentlichung: 12. Juni 2007      |
| 2008 | We Global Koch Records (Koch)                        | — | — | — | — | US7 (9 Wo.)US | Erstveröffentlichung: 16. September 2008 |
| 2010 | Victory We The Best Music Group (UMG)                | — | — | — | — | US14 (5 Wo.)US | Erstveröffentlichung: 2. März 2010       |
| 2011 | We the Best Forever We The Best Music Group (UMG)    | — | — | — | — | US5 Gold · (8 Wo.)US | Erstveröffentlichung: 19. Juli 2011      |
| 2012 | Kiss the Ring We The Best Music Group (UMG)          | — | — | — | — | US4 (3 Wo.)US | Erstveröffentlichung: 21. August 2012    |
| 2013 | Suffering from Success We The Best Music Group (UMG) | — | — | — | — | US7 (4 Wo.)US | Erstveröffentlichung: 22. Oktober 2013   |
| 2015 | I Changed a Lot We The Best Music Group (UMG)        | — | — | — | — | US12 (4 Wo.)US | Erstveröffentlichung: 23. Oktober 2015   |
| 2016 | Major Key Epic Records (Sony)                        | — | AT30 (1 Wo.)AT | CH97 (1 Wo.)CH | UK7 (5 Wo.)UK | US1 Platin · (40 Wo.)US | Erstveröffentlichung: 29. Juli 2016      |
| 2017 | Grateful Epic Records (Sony)                         | DE35 (3 Wo.)DE | AT30 (1 Wo.)AT | CH20 Gold · (4 Wo.)CH | UK10 (7 Wo.)UK | US1 ×2Doppelplatin · (60 Wo.)US | Erstveröffentlichung: 23. Juni 2017      |
| 2019 | Father of Asahd Epic Records (Sony)                  | DE23 (2 Wo.)DE | AT11 (3 Wo.)AT | CH12 (4 Wo.)CH | UK6 Silber · (8 Wo.)UK | US2 Platin · (28 Wo.)US | Erstveröffentlichung: 17. Mai 2019       |
| 2021 | Khaled Khaled Epic Records (Sony)                    | DE46 (2 Wo.)DE | AT20 (2 Wo.)AT | CH16 Gold · (4 Wo.)CH | UK10 Silber · (6 Wo.)UK | US1 Platin · (32 Wo.)US | Erstveröffentlichung: 30. April 2021     |
| 2022 | God Did Epic Records (Sony)                          | DE15 (2 Wo.)DE | AT11 (2 Wo.)AT | CH7 (3 Wo.)CH | UK4 (3 Wo.)UK | US1 Gold · (1 Wo.)US | Erstveröffentlichung: 26. August 2022    |

## Singles

### Als Leadmusiker
| Jahr | Titel Album                                     | Höchstplatzierung, Gesamtwochen, AuszeichnungChartplatzierungen (Jahr, Titel, Album, Platzierungen, Wochen, Auszeichnungen, Anmerkungen) | Höchstplatzierung, Gesamtwochen, AuszeichnungChartplatzierungen (Jahr, Titel, Album, Platzierungen, Wochen, Auszeichnungen, Anmerkungen) | Höchstplatzierung, Gesamtwochen, AuszeichnungChartplatzierungen (Jahr, Titel, Album, Platzierungen, Wochen, Auszeichnungen, Anmerkungen) | Höchstplatzierung, Gesamtwochen, AuszeichnungChartplatzierungen (Jahr, Titel, Album, Platzierungen, Wochen, Auszeichnungen, Anmerkungen) | Höchstplatzierung, Gesamtwochen, AuszeichnungChartplatzierungen (Jahr, Titel, Album, Platzierungen, Wochen, Auszeichnungen, Anmerkungen) | Anmerkungen |
| Jahr | Titel Album                                     | DE | AT | CH | UK | US | Anmerkungen |
| --- | ----------------------------------------------- | --- | --- | --- | --- | --- | --- |
| 2006 | Holla at Me Listennn: The Album                 | — | — | — | — | US59 (4 Wo.)US | Erstveröffentlichung: 28. Februar 2006 feat. Lil Wayne, Paul Wall, Fat Joe, Rick Ross & Pitbull                        |
| 2007 | We Takin’ Over We the Best                      | — | — | — | — | US28 Platin · (17 Wo.)US | Erstveröffentlichung: 27. März 2007 feat. Akon, T.I., Rick Ross, Fat Joe, Baby & Lil Wayne                             |
| 2007 | I’m So Hood We the Best                         | — | — | — | — | US19 Gold + Platin (Mastertone) · (20 Wo.)US                                                                                             | Erstveröffentlichung: 28. August 2007 feat. T-Pain, Trick Daddy, Rick Ross & Plies                                     |
| 2008 | Out Here Grindin We Global                      | — | — | — | — | US39 Gold · (15 Wo.)US | Erstveröffentlichung: 24. Juni 2008 feat. Akon, Rick Ross, Young Jeezy, Lil’ Boosie, Trick Daddy, Ace Hood & Plies     |
| 2008 | Go Hard We Global                               | — | — | — | — | US69 (2 Wo.)US | Erstveröffentlichung: 19. November 2008 feat. T-Pain & Kanye West                                                      |
| 2009 | Fed Up Victory                                  | — | — | — | — | — | Erstveröffentlichung: 29. Oktober 2009 feat. Usher, Drake, Young Jeezy & Rick Ross                                     |
| 2010 | All I Do Is Win Victory                         | — | — | — | UK98 Silber · (1 Wo.)UK | US24 ×3Dreifachplatin · (24 Wo.)US | Erstveröffentlichung: 9. Februar 2010 feat. T-Pain, Ludacris, Snoop Dogg & Rick Ross                                   |
| 2010 | Put Your Hands Up Victory                       | — | — | — | — | — | Erstveröffentlichung: 9. Februar 2010 feat. Young Jeezy, Plies, Rick Ross & Schife                                     |
| 2011 | Welcome to My Hood We the Best Forever          | — | — | — | — | US79 Gold · (7 Wo.)US | Erstveröffentlichung: 18. Januar 2011 feat. Rick Ross, Plies, Lil Wayne & T-Pain                                       |
| 2011 | I’m on One We the Best Forever                  | — | — | — | UK78 Gold · (4 Wo.)UK | US10 ×5Fünffachplatin · (28 Wo.)US | Erstveröffentlichung: 20. Mai 2011 feat. Drake, Rick Ross & Lil Wayne                                                  |
| 2011 | It Ain’t Over Til It’s Over We the Best Forever | — | — | — | — | — | Erstveröffentlichung: 8. Juli 2011 feat. Mary J. Blige, Fabolous & Jadakiss                                            |
| 2012 | Take It to the Head Kiss the Ring               | — | — | — | — | US58 Platin · (20 Wo.)US | Erstveröffentlichung: 3. April 2012 feat. Chris Brown, Rick Ross, Nicki Minaj & Lil Wayne                              |
| 2012 | B-Boyz Kiss the Ring                            | — | — | — | — | — | Erstveröffentlichung: 25. Juni 2012 mit Birdman feat. Mack Maine, Kendrick Lamar & Ace Hood                            |
| 2012 | I Wish You Would Kiss the Ring                  | — | — | — | — | US78 Gold · (2 Wo.)US | Erstveröffentlichung: 27. Juni 2012 feat. Kanye West & Rick Ross                                                       |
| 2013 | No New Friends Suffering from Success           | — | — | — | — | US37 Platin · (8 Wo.)US | Erstveröffentlichung: 19. April 2013 feat. Drake, Rick Ross & Lil Wayne                                                |
| 2013 | I Wanna Be with You Suffering from Success      | — | — | — | — | US— GoldUS | Erstveröffentlichung: 2. August 2013 feat. Nicki Minaj, Future & Rick Ross                                             |
| 2014 | Hold You Down I Changed a Lot                   | — | — | — | — | US39 Platin · (12 Wo.)US | Erstveröffentlichung: 11. August 2014 feat. Chris Brown, August Alsina, Future & Jeremih                               |
| 2015 | They Don’t Love You No More I Changed a Lot     | — | — | — | — | — | Erstveröffentlichung: 7. Januar 2015 feat. Jay-Z, Meek Mill, Rick Ross & French Montana                                |
| 2015 | How Many Times I Changed a Lot                  | — | — | — | — | US68 Gold · (12 Wo.)US | Erstveröffentlichung: 12. Mai 2015 feat. Chris Brown, Lil Wayne & Big Sean                                             |
| 2015 | Gold Slugs I Changed a Lot                      | — | — | — | — | US— GoldUS | Erstveröffentlichung: 13. Oktober 2015 feat. Chris Brown, August Alsina & Fetty Wap                                    |
| 2016 | For Free Major Key                              | — | — | — | UK25 Gold · (13 Wo.)UK | US13 ×4Vierfachplatin · (20 Wo.)US | Erstveröffentlichung: 17. Juni 2016 feat. Drake                                                                        |
| 2016 | I Got the Keys Major Key                        | — | — | — | — | US30 Platin · (17 Wo.)US | Erstveröffentlichung: 4. Juli 2016 feat. Jay-Z & Future                                                                |
| 2016 | Holy Key Major Key                              | — | — | — | — | US84 (1 Wo.)US | Erstveröffentlichung: 22. Juli 2016 feat. Big Sean, Kendrick Lamar & Betty Wright                                      |
| 2016 | Do You Mind Major Key                           | — | — | — | UK— SilberUK | US27 ×4Vierfachplatin · (20 Wo.)US | Erstveröffentlichung: 28. Juli 2016 feat. Nicki Minaj, Chris Brown, Jeremih, Future, August Alsina & Rick Ross         |
| 2017 | Shining Grateful                                | — | — | — | UK71 Silber · (2 Wo.)UK | US57 Platin · (13 Wo.)US | Erstveröffentlichung: 12. Februar 2017 feat. Beyoncé & Jay-Z                                                           |
| 2017 | I’m the One Grateful                            | DE4 Platin · (20 Wo.)DE | AT2 Platin · (20 Wo.)AT | CH6 ×2Doppelplatin · (22 Wo.)CH | UK1 ×2Doppelplatin · (23 Wo.)UK | US1 ×9Neunfachplatin · (22 Wo.)US | Erstveröffentlichung: 28. April 2017 feat. Justin Bieber, Quavo, Chance the Rapper & Lil Wayne; Verkäufe: + 13.243.333 |
| 2017 | To the Max Grateful                             | — | — | — | UK49 (2 Wo.)UK | US53 Gold · (4 Wo.)US | Erstveröffentlichung: 5. Juni 2017 feat. Drake                                                                         |
| 2017 | Wild Thoughts Grateful                          | DE4 ×3Dreifachgold · (22 Wo.)DE | AT9 Gold · (18 Wo.)AT | CH3 Platin · (22 Wo.)CH | UK1 ×3Dreifachplatin · (25 Wo.)UK | US2 ×8Achtfachplatin · (21 Wo.)US | Erstveröffentlichung: 16. Juni 2017 feat. Rihanna & Bryson Tiller; Verkäufe: + 12.538.333                              |
| 2017 | Don’t Quit Grateful                             | — | — | CH76 (1 Wo.)CH | UK75 (1 Wo.)UK | US68 (1 Wo.)US | Erstveröffentlichung: 23. Juni 2017 (Album) mit Calvin Harris feat. Travis Scott & Jeremih                             |
| 2017 | On Everything Grateful                          | — | — | — | — | US88 (1 Wo.)US | Erstveröffentlichung: 23. Juni 2017 (Album) feat. Travis Scott, Rick Ross & Big Sean                                   |
| 2018 | I Believe A Wrinkle in Time O.S.T.              | — | — | — | — | — | Erstveröffentlichung: 28. Februar 2018 feat. Demi Lovato                                                               |
| 2018 | Top Off Father of Asahd                         | DE98 (1 Wo.)DE | — | CH66 (1 Wo.)CH | UK41 (2 Wo.)UK | US22 Gold · (7 Wo.)US | Erstveröffentlichung: 2. März 2018 feat. Jay-Z, Future & Beyoncé                                                       |
| 2018 | No Brainer Father of Asahd                      | DE15 (11 Wo.)DE | AT7 Gold · (9 Wo.)AT | CH12 (9 Wo.)CH | UK3 Platin · (13 Wo.)UK | US5 ×3Dreifachplatin · (15 Wo.)US | Erstveröffentlichung: 27. Juli 2018 feat. Justin Bieber, Chance the Rapper & Quavo                                     |
| 2019 | Higher Father of Asahd                          | — | — | — | UK43 (1 Wo.)UK | US21 Gold · (2 Wo.)US | Erstveröffentlichung: 17. Mai 2019 feat. Nipsey Hussle & John Legend                                                   |
| 2019 | Just Us Father of Asahd                         | — | — | CH81 (4 Wo.)CH | UK66 (4 Wo.)UK | US43 Platin · (13 Wo.)US | Erstveröffentlichung: 17. Mai 2019 feat. SZA                                                                           |
| 2020 | Greece Khaled Khaled                            | DE28 Gold · (14 Wo.)DE | AT27 Gold · (14 Wo.)AT | CH11 Gold · (19 Wo.)CH | UK8 Platin · (18 Wo.)UK | US8 ×2Doppelplatin · (15 Wo.)US | Erstveröffentlichung: 17. Juli 2020 feat. Drake                                                                        |
| 2020 | Popstar Khaled Khaled                           | DE36 (9 Wo.)DE | AT29 Gold · (10 Wo.)AT | CH18 Gold · (17 Wo.)CH | UK11 Gold · (13 Wo.)UK | US3 ×4Vierfachplatin · (19 Wo.)US | Erstveröffentlichung: 17. Juli 2020 feat. Drake                                                                        |
| 2021 | Borracho –                                      | — | — | — | — | — | Erstveröffentlichung: 26. November 2021 mit Sech                                                                       |
| 2022 | Staying Alive God Did                           | DE60 (2 Wo.)DE | AT65 (1 Wo.)AT | CH22 Gold · (4 Wo.)CH | UK21 Silber · (8 Wo.)UK | US5 Platin · (14 Wo.)US | Erstveröffentlichung: 5. August 2022 feat. Drake & Lil Baby                                                            |
| 2023 | Supposed to Be Loved –                          | — | — | — | — | US52 (1 Wo.)US | Erstveröffentlichung: 11. August 2023 feat. Lil Baby, Future & Lil Uzi Vert                                            |
| 2023 | Dientes –                                       | — | — | — | — | US— Platin (Latin)US | Erstveröffentlichung: 15. September 2023 mit J Balvin & Usher                                                          |
| Folgende Lieder erschienen nicht als Single, wurden aber durch das Album zum Download und Streaming bereitgestellt und konnten somit eine Platzierung erlangen: |                                                 | | | | | | |
| |                                                 | | | | | | |
| 2019 | Jealous Father of Asahd                         | — | — | CH80 (1 Wo.)CH | UK37 (3 Wo.)UK | US57 Gold · (1 Wo.)US | Charteinstieg: 26. Mai 2019 feat. Chris Brown, Lil Wayne & Big Sean                                                    |
| 2019 | Wish Wish Father of Asahd                       | — | — | CH90 (1 Wo.)CH | UK81 (1 Wo.)UK | US19 ×2Doppelplatin · (15 Wo.)US | Charteinstieg: 26. Mai 2019 feat. Cardi B & 21 Savage                                                                  |
| 2019 | Celebrate Father of Asahd                       | — | — | — | UK48 (1 Wo.)UK | US52 Gold · (1 Wo.)US | Charteinstieg: 30. Mai 2019 feat. Travis Scott & Post Malone                                                           |
| 2019 | Weather the Storm Father of Asahd               | — | — | — | — | US91 (1 Wo.)US | Charteinstieg: 1. Juni 2019 feat. Meek Mill & Lil Baby                                                                 |
| 2019 | You Stay Father of Asahd                        | — | — | — | — | US44 Platin · (4 Wo.)US | Charteinstieg: 1. Juni 2019 feat. Meek Mill, J Balvin, Lil Baby & Jeremih                                              |
| 2021 | I Did It Khaled Khaled                          | DE— aDE | — | CH85 (1 Wo.)CH | UK53 (2 Wo.)UK | US43 Gold · (2 Wo.)US | Charteinstieg: 7. Mai 2021 feat. Post Malone, Megan Thee Stallion, Lil Baby & DaBaby                                   |
| 2021 | Every Chance I Get Khaled Khaled                | — | — | — | UK73 Silber · (2 Wo.)UK | US20 ×5Fünffachplatin · (20 Wo.)US | Charteinstieg: 7. Mai 2021 feat. Lil Baby & Lil Durk                                                                   |
| 2021 | Sorry Not Sorry Khaled Khaled                   | — | — | — | UK80 (1 Wo.)UK | US30 Gold · (2 Wo.)US | Charteinstieg: 7. Mai 2021 feat. Nas, Jay-Z & Fauntleroy                                                               |
| 2021 | Let It Go Khaled Khaled                         | — | — | — | — | US54 Gold · (2 Wo.)US | Charteinstieg: 15. Mai 2021 feat. Justin Bieber & 21 Savage                                                            |
| 2021 | Body in Motion Khaled Khaled                    | — | — | — | — | US79 (1 Wo.)US | Charteinstieg: 15. Mai 2021 feat. Bryson Tiller, Lil Baby & Roddy Ricch                                                |
| 2021 | Big Paper Khaled Khaled                         | — | — | — | — | US84 (1 Wo.)US | Charteinstieg: 15. Mai 2021 feat. Cardi B                                                                              |
| 2021 | Thankful Khaled Khaled                          | — | — | — | — | US100 (1 Wo.)US | Charteinstieg: 15. Mai 2021 feat. Lil Wayne & Jeremih                                                                  |
| 2022 | God Did                                         | — | — | — | UK50 (2 Wo.)UK | US17 Gold · (3 Wo.)US | Charteinstieg: 10. September 2022 feat. Rick Ross, Lil Wayne, Jay-Z, John Legend & Friday                              |
| 2022 | Beautiful God Did                               | — | — | — | UK67 (1 Wo.)UK | US29 Gold · (2 Wo.)US | Charteinstieg: 10. September 2022 feat. Future & SZA                                                                   |
| 2022 | Big Time God Did                                | — | — | — | — | US31 (1 Wo.)US | Charteinstieg: 10. September 2022 feat. Future & Lil Baby                                                              |
| 2022 | Use This Gospel (Remix) God Did                 | — | — | — | — | US49 (1 Wo.)US | Charteinstieg: 10. September 2022 feat. Kanye West & Eminem                                                            |
| 2022 | Juice Wrld Did God Did                          | — | — | — | — | US55 (1 Wo.)US | Charteinstieg: 10. September 2022 feat. Juice Wrld                                                                     |
| 2022 | Keep Going God Did                              | — | — | — | — | US57 (1 Wo.)US | Charteinstieg: 10. September 2022 feat. Lil Durk, 21 Savage & Roddy Ricch                                              |
| 2022 | Party God Did                                   | — | — | — | — | US66 (1 Wo.)US | Charteinstieg: 10. September 2022 feat. Quavo & Takeoff                                                                |
| 2022 | It Ain’t Safe God Did                           | — | — | — | — | US77 (1 Wo.)US | Charteinstieg: 10. September 2022 feat. Nardo Wick & Kodak Black                                                       |
| 2022 | No Secret God Did                               | — | — | — | — | US78 (1 Wo.)US | Charteinstieg: 10. September 2022 feat. Drake                                                                          |
| 2022 | Let’s Pray God Did                              | — | — | — | — | US86 (1 Wo.)US | Charteinstieg: 10. September 2022 feat. Don Toliver & Travis Scott                                                     |

### Als Gastmusiker
| Jahr | Titel Album                                      | Höchstplatzierung, Gesamtwochen, AuszeichnungChartplatzierungen (Jahr, Titel, Album, Platzierungen, Wochen, Auszeichnungen, Anmerkungen) | Höchstplatzierung, Gesamtwochen, AuszeichnungChartplatzierungen (Jahr, Titel, Album, Platzierungen, Wochen, Auszeichnungen, Anmerkungen) | Höchstplatzierung, Gesamtwochen, AuszeichnungChartplatzierungen (Jahr, Titel, Album, Platzierungen, Wochen, Auszeichnungen, Anmerkungen) | Höchstplatzierung, Gesamtwochen, AuszeichnungChartplatzierungen (Jahr, Titel, Album, Platzierungen, Wochen, Auszeichnungen, Anmerkungen) | Höchstplatzierung, Gesamtwochen, AuszeichnungChartplatzierungen (Jahr, Titel, Album, Platzierungen, Wochen, Auszeichnungen, Anmerkungen) | Anmerkungen |
| Jahr | Titel Album                                      | DE | AT | CH | UK | US | Anmerkungen |
| --- | ------------------------------------------------ | --- | --- | --- | --- | --- | --- |
| 2012 | Ima Boss (Remix) Self Made Vol. 1 / Dreamchasers | — | — | — | — | US51 (2 Wo.)US | Erstveröffentlichung: 7. Februar 2012 Meek Mill feat. T.I., Birdman, Lil Wayne, DJ Khaled, Rick Ross & Swizz Beatz                    |
| 2012 | Cold / Way Too Cold Cruel Summer                 | — | — | — | — | US86 Gold · (1 Wo.)US | Erstveröffentlichung: 17. April 2012 Kanye West feat. DJ Khaled                                                                       |
| 2012 | Pride ’n’ Joy –                                  | — | — | — | — | — | Erstveröffentlichung: 23. Mai 2012 Fat Joe feat. Kanye West, Miguel, Jadakiss, Mos Def, DJ Khaled, Roscoe Dash & Busta Rhymes         |
| 2013 | Bugatti (Remix) Trials & Tribulations            | — | — | — | — | — | Erstveröffentlichung: 7. Juni 2013 Ace Hood feat. Wiz Khalifa, T.I., Meek Mill, French Montana, 2 Chainz, Future, DJ Khaled & Birdman |
| 2013 | Bad Girl Takeover –                              | — | — | — | — | — | Erstveröffentlichung: 17. Dezember 2013 Just Ivy feat. DJ Khaled & Meek Mill                                                          |
| 2018 | Dinero –                                         | — | — | — | — | US80 (1 Wo.)US | Erstveröffentlichung: 18. Mai 2018 Jennifer Lopez feat. Cardi B & DJ Khaled                                                           |
| 2021 | Sunshine (The Light) –                           | — | — | — | UK53 Silber · (14 Wo.)UK | — | Erstveröffentlichung: 21. Januar 2021 Fat Joe feat. DJ Khaled & Amorphous                                                             |
| 2021 | Amazing Good Morning Gorgeous                    | — | — | — | — | — | Erstveröffentlichung: 2. Dezember 2021 Mary J. Blige feat. DJ Khaled                                                                  |
| 2022 | Big Energy (Remix) –                             | — | — | — | UK— PlatinUK | — | Erstveröffentlichung: 28. März 2022 Latto & Mariah Carey feat. DJ Khaled                                                              |
| Folgende Lieder erschienen nicht als Single, wurden aber durch das Album zum Download und Streaming bereitgestellt und konnten somit eine Platzierung erlangen: |                                                  | | | | | | |
| |                                                  | | | | | | |
| 2017 | Culture                                          | — | — | — | — | US93 (1 Wo.)US | Charteinstieg: 18. Februar 2017 Migos feat. DJ Khaled                                                                                 |

## Produktionen
| Terror Squad – True Story (2004): - 01. Nothing’s Gonna Stop Me - 08. Yes Dem to Def Fabolous – Real Talk (2004): - 04. Gangsta Pitbull – M.I.A.M.I. (2004): - 13. Melting Pot Fat Joe – All or Nothing (2005): - 09. Temptation Pt. 1 - 10. Temptation Pt. 2 - 15. Beat Novacane Fat Joe – Me, Myself & I (2006): - 03. The Profit - 12. Story to Tell Rick Ross – Port of Miami (2006): - 18. I’m A G - 00. The Realist (Leftover track) DJ Khaled – Listennn… the Album (2006): - 01. Intro - 05. Problem - 13. Where You At DJ Khaled – We the Best (2007): - 01. Intro (We the Best) - 06. Before the Solution Fat Joe – The Elephant in the Room (2008): - 05. Get It for Life Rick Ross – Trilla (2008): - 07. DJ Khaled Interlude | DJ Khaled – We Global (2008): - 01. Standing On the Mountain Top DJ Khaled – We the Best Forever (2012): - 02. Welcome to My Hood (produziert mit The Renegades und DJ Nasty & LVM) Ace Hood – The Statement 2 (2012): - 01. Intro - 06. Forgiv’n DJ Khaled – Kiss the Ring (2012): - 01. Shout Out to the Real (produziert mit Jahlil Beats) - 04. Take It to the Head (produziert mit The Runners) - 06. I’m So Blessed (produziert mit K.E. on the Track) Ace Hood – Trials & Tribulations (2013): - 14. Mama (produziert mit Cardiak) DJ Khaled – Suffering from Success (2013): - 02. Suffering from Success (produziert mit Young Chop und DJ Nasty & LVM) - 04. You Don’t Want These Problems (produziert mit Timbaland, DJ Nasty & LVM und Lee On the Beats) - 07. I’m Still (produziert mit Lee On the Beats und Bkorn) - 08. I Wanna Be with You (produziert mit Lee On the Beats) - 12. Never Surrender (produziert mit StreetRunner) Rick Ross – Mastermind (2014): - 17. Blessing in Disguise (produziert mit StreetRunner und Vinny Vendito) Kent Jones – Tours (2016): - 05. Don’t Mind (produziert mit Kent Jones und Cool & Dre) - 06. Let It Go (produziert mit Kent Jones) - 09. Problem (produziert mit Kent Jones und Qolorsound) - 10. TOURS (produziert mit Kent Jones und Edsclusive) |

## Promoveröffentlichungen
Promo-Singles
- 2006: Grammy Family (feat. Kanye West, Consequence & John Legend)
- 2006: Born-N-Raised (feat. Pitbull, Trick Daddy & Rick Ross)

## Sonderveröffentlichungen
Gastbeiträge
- 2002: I’m Feelin’ Ya (mit Cognito)
- 2002: Stop (mit DJ Pharris, The Game, Rick Ross & Sly Polaroid)
- 2002: Get It for Life (mit Fat Joe, Pooh Bear)
- 2002: Speedin’ (We the Best Remix) (mit Rick Ross, R. Kelly, Plies, Birdman, Busta Rhymes, DJ Drama, Webbie, Gorilla Zoe, Fat Joe, Torch, Gunplay, DJ Bigga Rankin’, Flo Rida, Brisco & Lil Wayne)
- 2002: Karaoke (mit T-Pain)
- 2008: Foolish (Remix) (mit Shawty Lo, Birdman, Rick Ross & Jim Jones)
- 2008: Face Good (mit Ace Hood, Flo Rida)
- 2009: Always Strapped (Remix) (mit Birdman, Lil Wayne, Young Jeezy & Rick Ross)
- 2009: Maybach Music 2.5 (mit Rick Ross, T-Pain, Fabolous, Pusha T & Birdman)
- 2009: Gutta Bitch (Remix) (mit Trai'D, Hurricane Chris, Trina, Ace Hood & Bun B)
- 2009: The Pursuit (mit Masspike Miles & Rick Ross)
- 2010: America’s Most Wanted (mit Jalil Lopez & Rick Ross)
- 2010: Mechanics (Remix) (mit Reek da Villian, Busta Rhymes, Swizz Beatz, Cam’ron, Vado, Method Man & Nelly)
- 2010: I’m Number 1 (mit Nelly & Birdman)
- 2011: The Kings of the Streets (mit DJ Kay Slay, DJ Drama, DJ Doo Wop & Fly Nate)
- 2011: Body to Body (Remix) (mit Ace Hood, Chris Brown, Rick Ross & Wale)
- 2011: Im’a Stunt (mit Bow Wow, Lil Wayne & 2 Chainz)
- 2011: VNTM.com (mit La Fouine)
- 2011: Movie (mit Magazeen, Rick Ross & DJ Nasty)
- 2011: Let It Fly (Remix) (mit Maino, Roscoe Dash, Ace Hood, Meek Mill, Jim Jones & Wale)
- 2012: It’s On (mit R. Kelly & Ace Hood)
- 2012: The Fam (mit Chopper City, Birdman, Mack Maine, Lil Boosie)
- 2012: I Do This (mit Trae tha Truth, Rico Love & T.I.)
- 2012: TNT (Remix) (mit ¡Mayday!, Black Thought, Jon Connor, Stevie Stone & Jay Rock)
- 2012: City of 30,000 Wolves (mit Stalley)
- 2012: Intro (Dj Khaled Drop) (mit Lee Mazin)
- 2012: Intro / Bounce Back (mit Jarvis)
- 2012: Bitch Bad (mit Trina, French Montana)
- 2012: Catastrophe (mit Busta Rhymes, Reek da Villian & J-Doe)
- 2013: One Night (mit Chinx Drugz, Roscoe Dash & French Montana)
- 2013: Take Over (mit Lil Snupe)
- 2013: Don’t Make Me Do It (mit Funkmaster Flex, Vado, French Montana, Meek Mill & Ace Hood)
- 2013: Whole Lotta (mit Attitude & Timbaland)
- 2013: Fuck What Happens Tonight (mit French Montana, Mavado, Ace Hood, Snoop Dogg & Scarface)
- 2013: Freaks (Remix) (mit French Montana, Mavado, Rick Ross, Wale & Nicki Minaj)
- 2016: I Remember (mit Yo Gotti)
- 2017: Glow Up (mit Mary J. Blige, Quavo & Missy Elliott)

## Statistik

### Chartauswertung
|                     | DE    | AT    | CH    | UK    | US     |
| ------------------- | ----- | ----- | ----- | ----- | ------ |
| Nummer-eins-Alben   | DE—DE | AT—AT | CH—CH | UK—UK | US4US  |
| Top-10-Alben        | DE—DE | AT—AT | CH1CH | UK5UK | US10US |
| Alben in den Charts | DE4DE | AT5AT | CH5CH | UK5UK | US13US |

|                       | DE    | AT    | CH     | UK     | US     |
| --------------------- | ----- | ----- | ------ | ------ | ------ |
| Nummer-eins-Singles   | DE—DE | AT—AT | CH—CH  | UK2UK  | US1US  |
| Top-10-Singles        | DE2DE | AT3AT | CH2CH  | UK4UK  | US7US  |
| Singles in den Charts | DE7DE | AT6AT | CH12CH | UK21UK | US52US |

### Auszeichnungen für Musikverkäufe
| Land/RegionAuszeichnungen für Musikverkäufe (Land/Region, Auszeichnungen, Verkäufe, Quellen) | Silber     | Gold       | Platin         | Diamant     | Verkäufe   | Quellen              |
| -------------------------------------------------------------------------------------------- | ---------- | ---------- | -------------- | ----------- | ---------- | -------------------- |
| Australien (ARIA)                                                                            | —          | 4× Gold4   | 29× Platin29   | —           | 2.170.000  | aria.com.au          |
| Belgien (BRMA)                                                                               | —          | Gold1      | 2× Platin2     | —           | 75.000     | ultratop.be          |
| Brasilien (PMB)                                                                              | —          | 7× Gold7   | 6× Platin6     | 2× Diamant2 | 720.000    | pro-musicabr.org.br  |
| Dänemark (IFPI)                                                                              | —          | 2× Gold2   | 7× Platin7     | —           | 650.000    | ifpi.dk              |
| Deutschland (BVMI)                                                                           | —          | 3× Gold3   | 2× Platin2     | —           | 1.400.000  | musikindustrie.de    |
| Frankreich (SNEP)                                                                            | —          | 3× Gold3   | —              | 2× Diamant2 | 716.666    | snepmusique.com      |
| Griechenland (IFPI)                                                                          | —          | Gold1      | Platin1        | —           | 30.000     | Einzelnachweise      |
| Italien (FIMI)                                                                               | —          | 3× Gold3   | 5× Platin5     | —           | 375.000    | fimi.it              |
| Japan (RIAJ)                                                                                 | —          | Gold1      | —              | —           | —          | riaj.or.jp           |
| Kanada (MC)                                                                                  | —          | 11× Gold11 | 24× Platin24   | —           | 2.320.000  | musiccanada.com      |
| Mexiko (AMPROFON)                                                                            | —          | 4× Gold4   | 4× Platin4     | —           | 360.000    | amprofon.com.mx      |
| Neuseeland (RMNZ)                                                                            | —          | 5× Gold5   | 18× Platin18   | —           | 570.000    | radioscope.co.nz NZ2 |
| Norwegen (IFPI)                                                                              | —          | Gold1      | 4× Platin4     | —           | 255.000    | ifpi.no              |
| Österreich (IFPI)                                                                            | —          | 4× Gold4   | Platin1        | —           | 90.000     | ifpi.at              |
| Polen (ZPAV)                                                                                 | —          | 5× Gold5   | 3× Platin3     | —           | 110.000    | olis.pl              |
| Portugal (AFP)                                                                               | —          | Gold1      | 5× Platin5     | —           | 55.000     | Einzelnachweise      |
| Schweden (IFPI)                                                                              | —          | —          | 8× Platin8     | —           | 320.000    | sverigetopplistan.se |
| Schweiz (IFPI)                                                                               | —          | 6× Gold6   | 3× Platin3     | —           | 120.000    | hitparade.ch         |
| Singapur (RIAS)                                                                              | —          | Gold1      | —              | —           | 5.000      | rias.org.sg          |
| Spanien (Promusicae)                                                                         | —          | 2× Gold2   | 2× Platin2     | —           | 140.000    | elportaldemusica.es  |
| Südafrika (RISA)                                                                             | —          | Gold1      | 2× Platin2     | —           | 50.000     | Einzelnachweise      |
| Vereinigte Staaten (RIAA)                                                                    | —          | 21× Gold21 | 69× Platin69   | —           | 79.060.000 | riaa.com             |
| Vereinigtes Königreich (BPI)                                                                 | 8× Silber8 | 3× Gold3   | 9× Platin9     | —           | 7.920.000  | bpi.co.uk            |
| Insgesamt                                                                                    | 8× Silber8 | 90× Gold90 | 204× Platin204 | 4× Diamant4 |            |                      |